# Etiosaphanus werneri
Etiosaphanus werneri är en skalbaggsart som beskrevs av Karl Adlbauer 1999. Etiosaphanus werneri ingår i släktet Etiosaphanus och familjen långhorningar. Inga underarter finns listade i Catalogue of Life.